# 133 aC
El 133 aC  va ser un any del calendari romà prejulià. Durant la República i l'Imperi Romà es coneixia com l'Any del Consolat de Pisó Frugi i Escèvola o també any 621 Ab urbe condita o de la fundació de la ciutat). L'ús del nom «133 aC» per referir-se a aquest any es remunta a l'alta edat mitjana, quan el sistema Anno Domini va ser el mètode de numeració dels anys més comú a Europa.

## Esdeveniments

### Àsia menor
- El darrer rei de Pèrgam, Àtal III, deixa per testament el regne al Senat i al poble de Roma.[2]

### Síria
- Antíoc VII Sidetes, rei selèucida, ocupa Jerusalem i fa les paus amb els jueus. Dirigeix la seva atenció contra l'Imperi Part.[3]

### República Romana
- Aquest any són elegits cònsols Luci Calpurni Pisó Frugi i Publi Muci Escèvola.[4]
- Muci Escèvola, a petició d'Escipió Nasica s'oposa a al segon tribunat de Tiberi Semproni Grac, però diu que ho farà de forma suau, ja que no vol ser el primer a utilitzar la violència ni condemnar a mort a cap ciutadà sense judici. Nasica havia cridat els cònsols a salvar la República, i proclama: «si els cònsols es retiren, els que vulguin obeir les lleis que em segueixin». Surt del temple de Fides, on el Senat està reunit, seguit per molts senadors, i la gent els obre pas mentre avancen. Grac mor assassinat quan cau al voler escapar.[5]
- Api Claudi Pulcre, enemic permanent de Publi Corneli Escipió Emilià Africà, és comissionat per a la divisió de terres juntament amb Tiberi Semproni Grac i Gai Grac. La mort de Tiberi Grac impedeix la seva actuació.[4]

### Sicília
- El Senat envia Pisó Frugi a Sicília a lluitar contra els esclaus revoltats en el curs de la Primera Guerra Servil. Aconsegueix una victòria parcial, però no els pot dominar.[6]

### Hispània
- Fi de la Guerra de Numància. Publi Corneli Escipió Africà Emilià, que l'any anterior (134 aC) havia posat setge a Numància, veu com la ciutat es rendeix sense condicions per la falta d'aliments. Alguns numantins prefereixen la mort i altres es lliuren als romans i són venuts com esclaus. Cinquanta dels seus habitants adornaran el triomf d'Emilià. Els romans arrasen la ciutat, i Emilià rep el renom de Numantí, a més del d'Africà.[7]

### Antiga Xina
- Un gran exèrcit de la dinastia Han, amb comandants com Li Guang intenten una emboscada al Chan-yu[a] dels xiongnus en la batalla de Mayi. El combat acaba sense un vencedor clar. Va ser l'inici de la Guerra Han-Xiongnu.[8]

## Necrològiques
- Àtal III de Pèrgam.[9]
- Tiberi Semproni Grac, polític romà (assassinat).[5]
- Api Claudi Pulcre, cònsol l'any 143 aC, mor poc després que Tiberi Semproni Grac.[4]